# Lago Long (Novo Brunswick)
O lago Long é um lago de água doce localizado no condado de York, na província de New Brunswick, no Canadá.

## Descrição
Esta superfície lagunar encontra-se nas coordenadas geográficas 45º29' N 66º14' W
Os acidentes geográficos tidos como mais dignos de nota e mais próximos a este lago são a montanha Greys, o lago Thorne, o ponto Milligans, o lago Otter, que se localiza 2 km em direção ao sul, e Canal Beach também a 2 km a sul deste lago.
O locais de alojamento mais próximos para quem não quer acampar nas margens do lago encontram-se em Saint Andrews, a 28 quilómetros para sudoeste do lago. A 54 quilómetros para nordeste do lago encontra-se a localidade de Saint John, onde também é possível encontrar alojamento hoteleiro.